# Karneval in Dunkerque

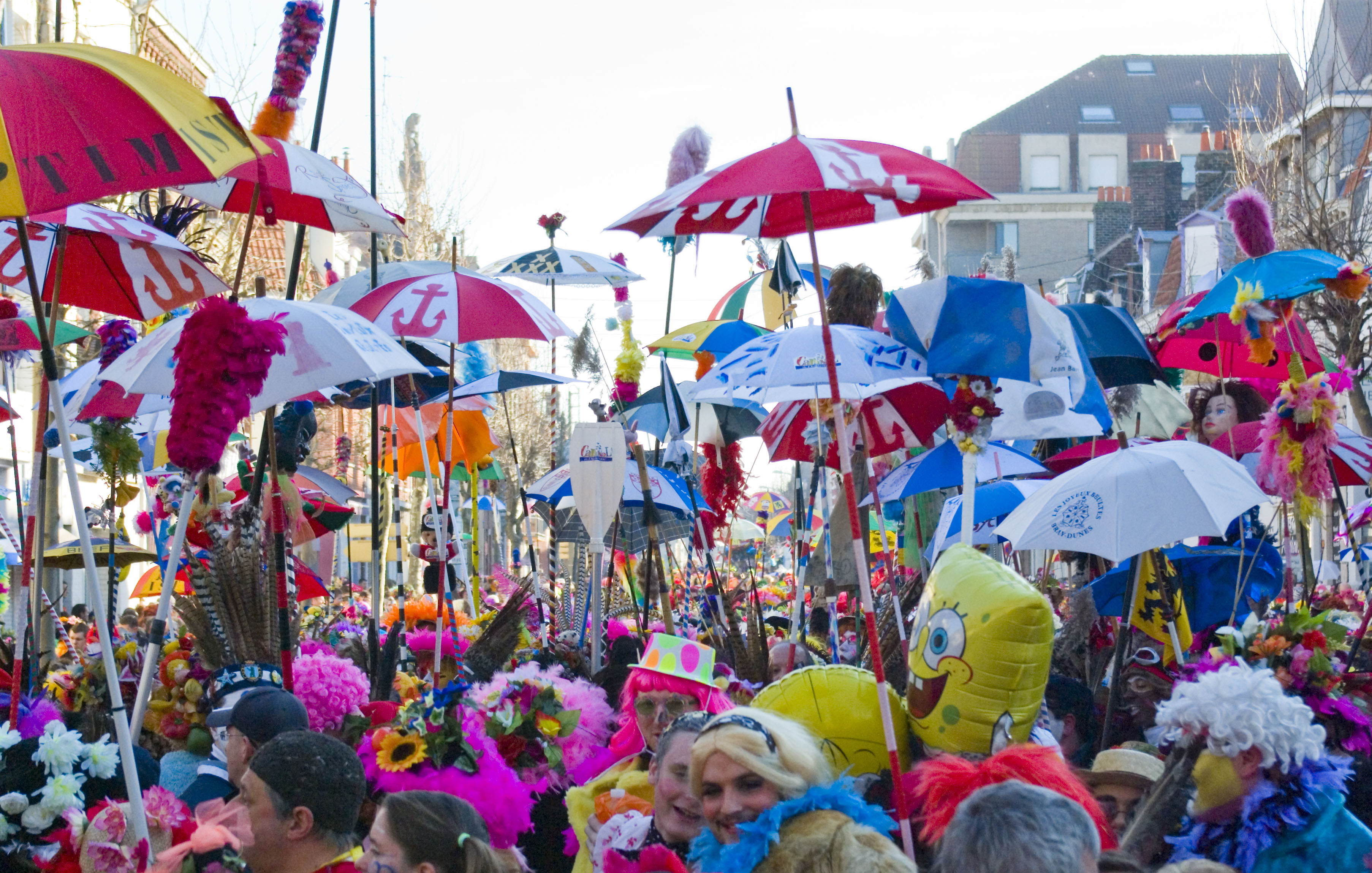
Typische bande des Dünkirchener Karnevals, bandes de Malo

Der Karneval in Dünkirchen (frz.: Carnaval de Dunkerque) ist eine traditionsreiche Veranstaltung dieser Art in der Region Hauts-de-France im äußersten Norden Frankreichs. Dunkerque gehört zusammen mit Bailleul und Le Portel zu den Hochburgen des nordfranzösischen Karnevals. Für die Stadt zählt der Karneval zu den größten Volksfesten des Jahreskreises. Neben den Ursprüngen, die allen Karnevals-, Fastnachts- und Faschingsfesten gemein sind, pflegt der Dünkirchener Karneval dabei auch eine besondere seemännische Komponente.

## Geschichte
Bereits 1676 existierte ein Maskenzug in Dünkirchen. Im 17. und 18. Jahrhundert boten die Kapitäne den Seeleuten ihrer Fangflotte mit ihrem Heuervertrag ein Festessen (die „Foye“) und die Hälfte ihrer Heuer als Handgeld am Tag vor ihrer Abfahrt zu den isländischen Fanggründen. Es war eine gefährliche, bis zu sechsmonatige Reise um Kabeljau zu angeln. Viele der Seeleute kamen nicht zurück, dementsprechend war der Konsum, insbesondere der Alkoholkonsum am letzten Tag an Land.
Diese Feiern waren die Ursprünge der Visschersbende (Fischerbande) und zunächst unabhängig vom maskierten Karneval. Erst später wurde die Seemannstradition kulturell mit dem gewöhnlichen Karneval vereinigt.

## Saal- und Straßenkarneval

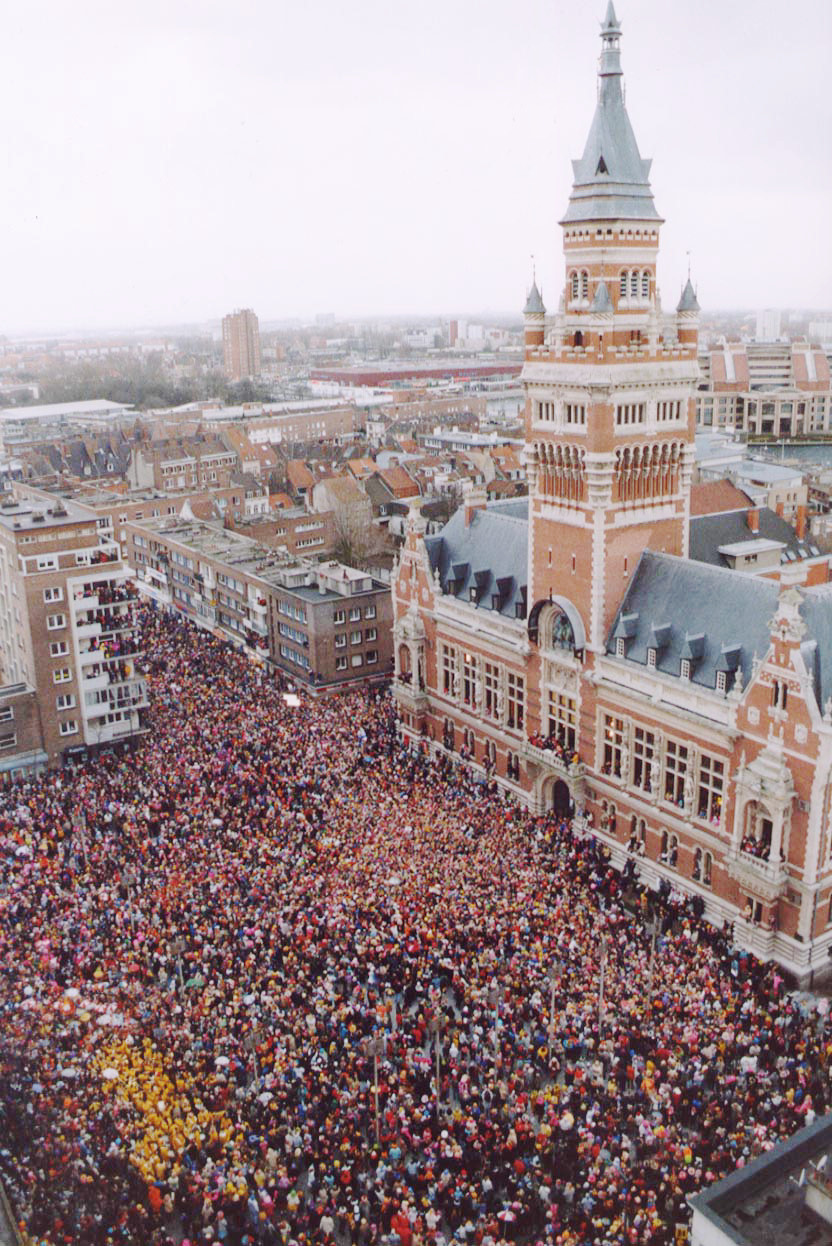
Hôtel de Ville (Dünkirchen)

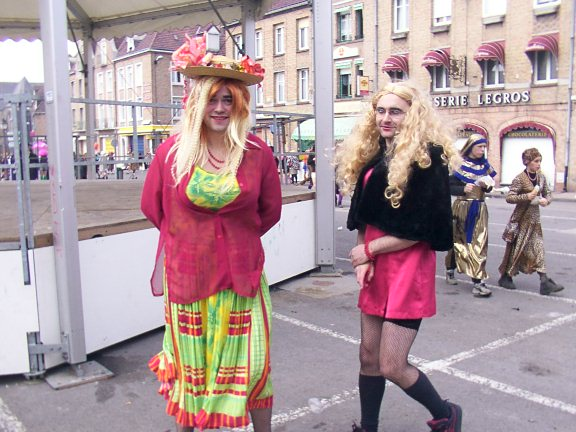
Carnavaleux als Frauen verkleidet

### Bälle
Bereits von Beginn des Neuen Jahres an feiern die „Carnavaleux“ in der großen Festhalle der Stadt und singen karnevalistische Lieder. Die Bälle werden von gastfreundlichen Vereinen organisiert, die Ballbesucher sind allerdings unabhängig und müssen nicht Mitglied der Vereine sein. Es existieren mehr als 50 Vereine.

### Straßenkarneval
Der Karnevalsumzug in Dünkirchen ist ein Umzug verschiedener unabhängiger verkleideter/maskierter Gestalten durch die Stadt. Er ist einer der Höhepunkte des Straßenkarnevals und eine der ältesten bekannten Manifestationen des Karnevals von Dünkirchen. Die Karnevalisten (Carnavaleux) marschieren an der Straße entlang. Sie folgen einem Tambourmajor, der mit einer historischen napoleonischen Uniform bekleidet ist und eine Blasmusikkapelle, einer Guggenmusik nicht unähnlich, anführt. Der Tambourmajor bestimmt die Strecke und die Musik. Der Zug durch die Straßen wird immer wieder durch die Bildung von Menschenketten, den bandes, unterbrochen. Die Zugteilnehmer selbst sind nicht einheitlich kostümiert, wie zum Beispiel die Garden der Mainzer Fastnacht, sondern die Verkleidungen sind eher bunt, kühn und originell bis zufällig. Gängige Sujets kommen aus dem Seemannsumfeld. Ein immer wieder auftauchendes Motiv ist der Zulu  oder der Feigemann. Dies ist ein Mann mit einer Socke, einem Fisch oder einer Spinne, die an einem Schirm mit buntem überlangen Stock hängt. Die Männer sind oft als Frauen verkleidet und geschminkt
Die Verkleidungen können aus alter Kleidung selbst geschneidert sein.

## Typische Elemente des Karnevals

### Heringswurf
Den Höhepunkt des Karnevals bildet der Heringswurf (le jet de harengs) am historischen Rathaus der Stadt, der an einen der wichtigsten früheren Wirtschaftszweige Dünkirchens, den Heringsfang (später der Kabeljaufang vor Island) erinnert. Nach dem Wurf riechen die „Bandes“ nicht nur nach Bier und Schweiß, sondern auch nach Fisch.

### Rigodon final am „Place Jean Bart“
Der Hauptplatz von Dunkerque ist der „Place Jean Bart“. Hier erinnert seit 1847 ein Denkmal an den Dünkirchener Freibeuter und Admiral Jean Bart. Dort wird bis spät in die Nacht abgetanzt.